# Parancistrocerus loharbandensis
Parancistrocerus loharbandensis (лат.) — вид одиночных ос рода Parancistrocerus (Eumeninae, Vespidae). Юго-Восточная Азия: Индия (Ассам, Cachar Dist., Loharband). Мелкие осы (длина менее 1 см: самка 6,5 мм; самец неизвестен). Основная окраска чёрная со светлыми отметинами. Брюшко стебельчатое. От близких видов отличается следующими признаками: тергит Т1 явно густо пунктирован; затылочный киль неполный, исчезает на вертексе; промежутки между пунктурами на мезоплевроне и задней части часть мезоскутума килеватые; пунктировка тела сильнее, чем у других видов. Вершина тергитов Т2 и Т3 не удлинена мезально. Вторая субмаргинальная ячейка переднего крыла нестебельчатая. На передней части переднеспинки есть пара срединных ямок. Вид был впервые описан в 2016 году по типовым материалам из Индии, а его валидный статус подтверждён в ходе ревизии юго-восточно-азиатских видов, проведённой в 2019 году энтомологами Т.Ли (Chongqing Normal University, Chongqing, КНР) и Джеймсом Карпентером (Division of Invertebrate Zoology, American Museum of Natural History, Нью-Йорк, США). Осы Parancistrocerus строят гнёзда в различных полостях, а взрослые самки охотятся на личинок насекомых, в которых происходит развитие личинок ос.